# NGC 6946
NGC 6946, även känd som Caldwell 12, är en spiralgalax i stjärnbilden Cepheus. Den upptäcktes den 9 september 1798 av William Herschel. 